# Kotor (Horvátország)
Kotor (horvátul Kotoriba, régebbi magyar nevén Kottori) község  Horvátországban a magyar-horvát határ mellett, Muraköz megyében, Letenye szomszédságában.

## Fekvése
Perlaktól 17 km-re északkeletre, Légrádtól 7 km-re északnyugatra a magyar határ mellett a Mura jobb partján fekszik.
2019-ben a horvát kormány is arról döntött, hogy megépíthető a Murakeresztúr-Kotor közti közúti híd.

## Története
A település a Muraköz viszonylag későn keletkezett falvai közé tartozik. Nem szerepel a Zágrábi egyházmegye 1334-ben  és az 1501-ben kelt oklevelében sem, melyekben felsorolják a Muraköz plébániáit. Pontos keletkezési ideje nem ismert, de történészek azt valószínűsítik, hogy a török elleni végvári harcok idején alapították, amikor a Mura és Dráva közének ez a mocsaras, erdős vidéke menedéket nyújtott a  hadak támadásai ellen. Josip Bedeković pálos atya írja 1752-ben megjelent "Natale solum magni ecclesiae doctoris sancti Hieronymi Stridonis occultatum" című történeti munkájában, hogy a Zrínyiek a 16. század második felében Légrádtól Muraszerdahelyig kisebb fából épített erősségeket emeltek, melyek védelmére az adózás alól felszabadított katonáskodó népeket telepítettek. Ilyen erősség állt Kotor területén is, a védelmére telepítettek pedig légrádi kapitánysághoz tartoztak. Korabeli írások feljegyzik, hogy 1600-ban Nagykanizsa török kézre kerülését követően a szerdahelyiek Kotorba menekültek. Ez azt bizonyítja, hogy Kotor erőssége ekkor már állt. Egy másik feljegyzés a faluról 1620-ból származik, amikor Lenti János kotori protestáns lelkipásztort említik. A varasdi mészáros céh pénztárkönyvében az 1637-es évnél a kiadás oldalon találjuk, hogy egy András nevű céhtag egy bizonyos összeget kifizetett a Kotorból kapott halért.
A település ezután már egyre többször szerepel a korabeli feljegyzésekben és erőssége megjelenik a Muraközt ábrázoló 1650-es térképen is "Cotoriba" néven. 1669-ban "praesidium Coturib", 1671-ben "res praesidiis cothuribensis", 1672-ben  "praesidium Cothuribense", 1688-ban "praesidium Koturiba" alakban az egyházi vizitáció feljegyzésében találjuk. A Zrínyiek és a Frangepánok okleveleiben általában "Cotoriba, Cathoriva, Cottoriba, Kottoriba, Kothoriba" vagy "Kottryba" alakban szerepel. Az 1669-es vizitáció feljegyzése szerint ekkor már megvolt a falu régi fakápolnája, mely Muravid filiája volt. A kápolna körül helyezkedett el a temető. A Zrínyiek 1671-ig voltak a település urai, amikor Zrínyi Pétert felségárulás vádjával kivégezték és birtokait elkobozták. A falu ezután a kincstáré lett. 1715-ban a falu 100 házában közel 500 lakos élt. 1719-ben a király az uradalommal együtt szolgálatai jutalmául elajándékozta Althan Mihály János cseh nemesnek. Ebben az évben a falu korábbi leégett fakápolnája helyett új kápolnát építettek, melyet a Szent Kereszt tiszteletére szenteltek. 1728-ban 152 család élt a faluban. 1771-ben 232 családban 1163 lakos élt itt. A templom 1776-ra épült fel, plébániáját 1789-ben alapították. A falut 1791-ben az uradalommal együtt gróf Festetics György vásárolta meg és ezután 132 évig a tolnai Festeticsek birtoka volt.
Vályi András szerint " KOTORI. Horvát mező Város Szala Várm. földes Ura G. Álthán Uraság, lakosai katolikusok, fekszik Mura vize mellett, Csáktornyához egy, és 1/4 mértföldnyire, határja jól termő, tulajdonságai külömbfélék, de gyakorta az áradások rongállyák."
A trianoni szerződés előtt, majd 1941 és 1945 között újra Zala vármegye Perlaki járásához tartozott. 1910-ben 4095 horvát és magyar nemzetiségű lakosa volt. A 2001-ben tartott népszámlálás adatai szerint 3333 lakosának 93%-a horvát, 5%-a cigány nemzetiségű. Négyen magyar nemzetiségűnek vallották magukat.

## Nevezetességei
- A Hétfájdalmú Szűzanya tiszteletére szentelt késő barokk római katolikus plébániatemploma[4] 1768 és 1776 között épült. 1789-óta plébániatemplom. Tornyát 1779 és 1793 között építették, először az 1793-as vizitáció említi. Egyhajós templom sokszög záródású szentéllyel, berendezése a 18. század végén és a 19. század elején készült. A főoltár és a Szent Kereszt oltár képeit J. Holzinger festette. Orgonája J. Angster műhelyében készült 1902-ben.
- A régi plébánia épületének[5] északi főhomlokzata párhuzamos a főúttal. Az egyszerű, arányos elrendezésű tégla épület valószínűleg a 19. század végén épült a régebbi faépület helyett. Külseje és belseje a hagyományos építési módot képviseli. Kétszintes, téglalap alaprajzú épület, nagyon szerény homlokzattal. A földszinti területet az első emelettől egy egyszerű vakolt párkány választja el. Az összes ablak körül vékony vakolt keretek láthatók. A belső tér egy gazdasági célú földszintre és egy emeleti lakószintre oszlik.
- A Szentháromság-oszlopot[6] 1800 körül emelték. A népies nevén a pestisoszlopnak nevezett alkotás, klasszicista elemeket tartalmazó, magasabb színvonalú mű, egyelőre ismeretlen mester munkája. Írott forrásokban csak 1841-ben említik először. A Kralja Tomislava utca és a Ban Jelačić utca kereszteződésében található.
- Itt található Horvátország legrégebbi vasútállomása, amelyet 1860-ban építettek.

## Sportélete
NK Graničar Kotoriba

## Külső hivatkozások
- Kotor község hivatalos oldala
- Az alapiskola honlapja
- Horvátország kulturális emlékei